# Општина Региу (Вранча)
Региу (рум. Reghiu) општина је у Румунији у округу Вранча.
Oпштина се налази на надморској висини од 431 m.